# Kambi Fujiyama

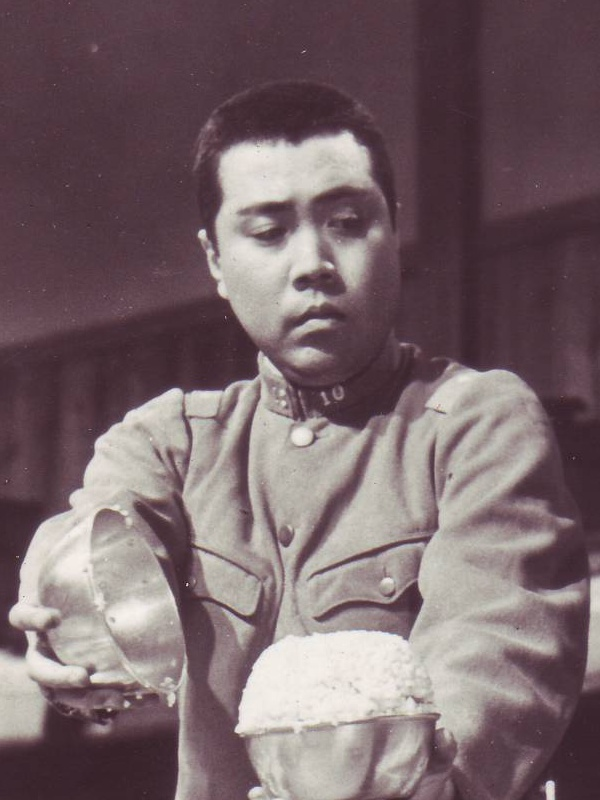
Kambi Fujiyama 1963

Kambi Fujiyama (japanisch 藤山 寛美, Fujiyama Kambi, eigentlich Inagaki Kanji; geboren 15. Juni 1929 in Osaka; gestorben 21. Mai 1990 daselbst) war ein japanischer Komödiant.

## Leben und Wirken
Kambi Fujiyama wurde als Sohn eines Schauspielers geboren, der sich „Fujiyama Akemi“ (藤山 秋美) nannte und einen neuen Schauspielstil vertrat. Als Kambi vier Jahre war, starb sein Vater. Auf Empfehlung von Hanayagi Shōtarō, der eine enge Beziehung zu seinem Vater hatte, wurde auch er Schauspieler. Es war auch Hanayagi, der ihm den Künstlernamen „Kambi“ verpasste und der ihn 1934 Tsuzuki Fumio (都築 文男; 1883–1946) empfahl, einem Vertreter des „Neuen Kansai-Stils“ (関西新派, Kansai Shimpa). Fujiyama hatte seinen ersten Auftritt im Stück „Hitoki kuyō“ (人斬供養) – etwa „Totenandacht für einen Erschlagenen“, das im Theater Kakuza (角座) im Stadtteil Dōtombori aufgeführt wurde.
Fujiyama hatte bereits als Kind Kinderrollen im Kabuki übernommen, hatte sich aber dann der Komödie zugewandt. Im Pazifikkrieg gehörte er einer Mannschaft an, die unter Leitung seines Lehrers Tsuzuki stand, und die durch Aufführungen an der Front die Truppe vom Kriegsalltag ablenken sollte. So kam er in die Mandschurei, erlebte das Kriegsende in Mukden und wurde von der sowjetischen Armee festgenommen. Er wurde zwar entlassen, blieb aber in Shinkyō und Harbin, wo er sich mit verschiedenen Tätigkeiten durchschlug.
Nach seiner Rückkehr nach Japan 1947 arbeitete Fujiyama für Shibuya Tengais (1906–1983) Theatergruppe „Sweet Home“ – später in „Neue Familie“ (新家庭) umbenannt. Er gründete dann aber 1948 mit Soganoya Tōgo (曽我廼家 十吾; 1891–1975), Tengai, Naniwa Chieko (浪花 千栄子; 1908–1973) und anderen die Theatertruppe „Shōchiku Shinkigeki“ (松竹新喜劇). Fujiyama spielte in „Katsura Harudanji“ (桂春団治), einem Stück von Tengai aus dem Jahr 1946, einen Lehrling eines Spirituosenladens in der Rolle eines Narren. 1959 trat er zusammen mit Tengai in dem Fernsehstück „Oya baka ko baka“ (親バカ子バカ) – „Eltern verrückt, Kinder verrückt“ auf, wo er den närrischen Sohn spielte. Damit gelang ihm der Durchbruch zum führenden Schauspieler des „Shōchiku Shinkigeki“.
Fujiyamas Aktivitäten beschränkten sich nicht nur auf die Bühne und das Fernsehen, sondern er spielte auch in auf ihn zugeschnittenen Filmen, wie „Kambi no santō shain'“ (寛美の三等社員) – „Kambi und sein Angestellter 3. Klasse“ (1956), „Kambi no wagakoso wa ittō shain“ (寛美の我こそは一等社員) – „Kambi und auch ich sind Angestellte 1. Klasse“ (1957) und „Shirogoto shi Harudanji“ (色ごと師春団治) – etwa „Liebesangelegenheit und Meister Harudanji“ (1960).
Sein Privatleben entwickelte sich nicht so gut. Er verbrachte viel Zeit in hochklassigen Clubs und wurde schließlich 1962 vom Bezirksgericht Osaka für bankrott erklärt. Er verließ daher 1966 seine Schauspieltruppe, kehrte aber noch im selben Jahr zurück, weil Tengai aufgrund einer Hirnblutung zusammenbrach. Seitdem führte er Shochiku Shinkigeki als Nachfolger von Tengai erfolgreich weiter, wie verschiedene Projekte, darunter Auftrags-Kyōgen, „Sen Matsuri“ (銭まつり) und „Aho Matsuri“ (阿呆まつり), belegen. Darüber hinaus trat er weiterhin auf und stellte im Oktober 1981 einen Rekord mit 180 aufeinanderfolgenden Auftritten auf. Auch danach stand er trotz einer Lebererkrankung weiter auf der Bühne. Sein letzter Auftritt war 1990 in „Atton no shi“ (アットンの詩) – „Attons Gedichte“ im Naka-Theater. Er starb im selben Jahr an einer Leberzirrhose. Es heißt, dass er ein Genie war, wie er als Narr das „Ma“ (間), die Pausen ausspielte.
Weitere wichtige Stücke sind „Osaka girai“ (大阪ぎらい) – etwa „Ich hasse Osaka“, „Hanazakuro“ (花ざくろ) –„Granatapfelblüte“, „Gukei to kentei“ (愚兄賢弟) – „Dummkopf und weiser Bruder“, „Gin no kanzashi“ (銀の簪) – „Silberne Haarnadel“  u. a. Zu seinen Schriften gehören „Ahokaina“ (あほかいな) – „Sonstiges“, „Bondan orogon“ (凡談愚言) – etwa „Gewöhnliche Sprüche – dumme Sprüche“, „Michikusa wakimichi shigure“ (みち草わき道しぐれ) – „Seitengras und Nebenstraße im Regen“ und anderes.
An Auszeichnungen erhielt Fujiyama 1973 den „Förderpreis des Kultusministers“ (芸術選奨文部大臣賞, Geijutsu senshō monbudaijin-shō), 1989 die japanische Ehrenmedaille, 1964 die „Jährliche Auszeichnung des Nagoya Theater Pen Clubs“ (名古屋演劇ペンクラブ年間賞), 1969 den „Theaterpreis der Präfektur Osaka“ (大阪府民劇場賞), 1975 den (大阪芸術賞), 1985 den „Großen Matsuo-Geinō-Preis“ (松尾芸能賞, 大賞).